# Sottobicchiere

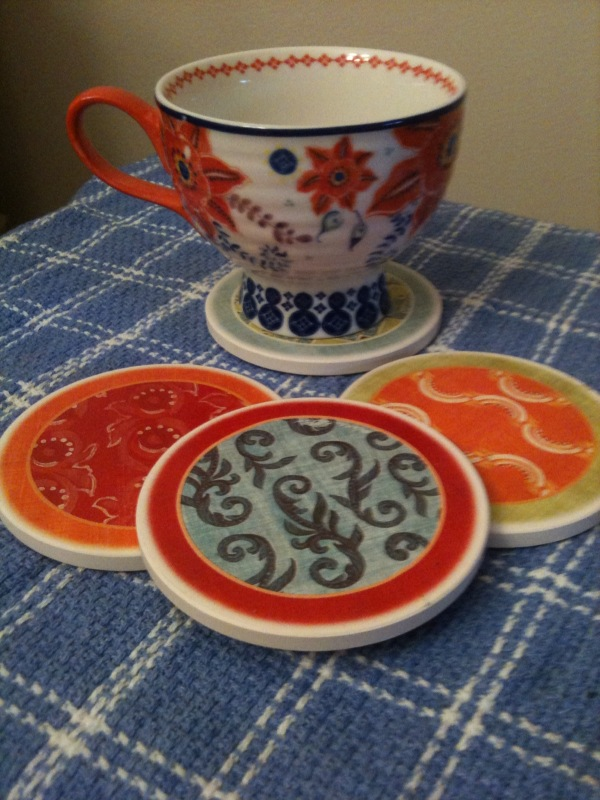
Sottobicchieri in Pietra arenaria.

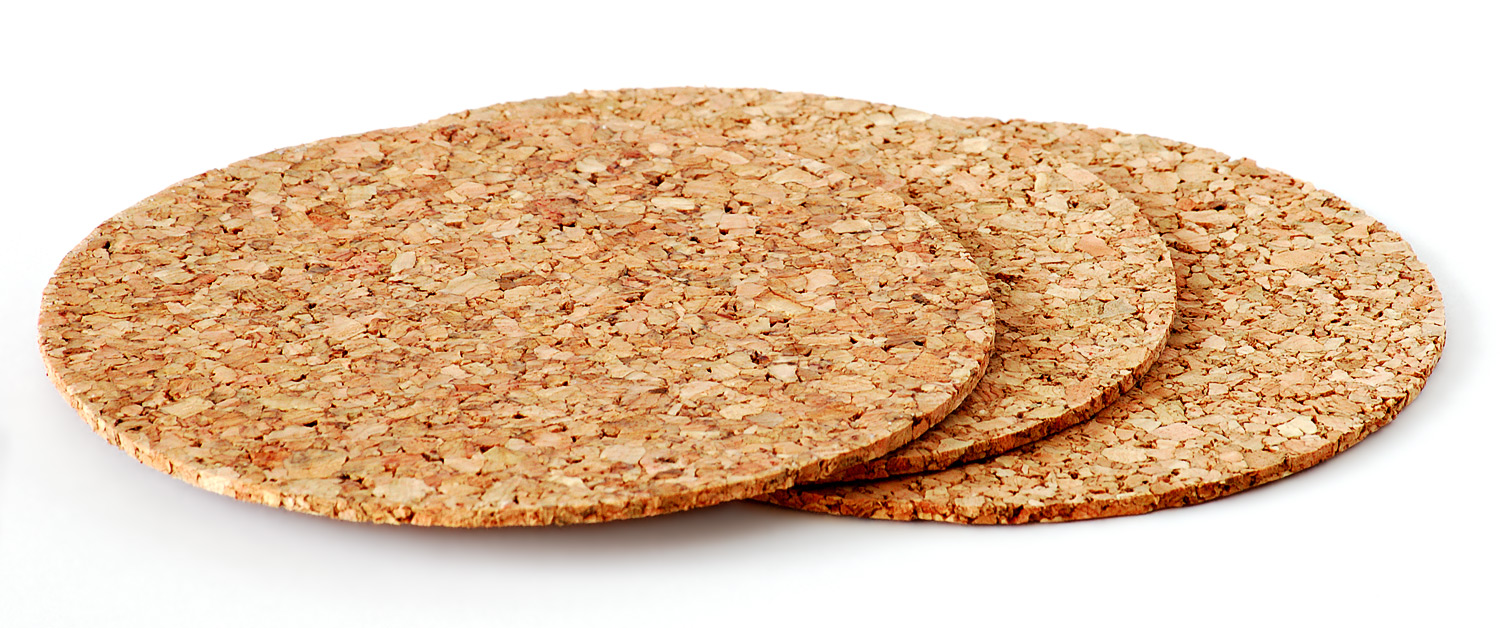
Sottobicchieri in sughero.

Un sottobicchiere è un oggetto utilizzato come appoggio per le bevande. Lo scopo principale del sottobicchiere è quello di proteggere la superficie di un tavolo o di qualunque altro mobile sul quale può essere poggiata la bevanda, dalle goccioline che possono crearsi per via della condensa sul bicchiere o dal liquido che potrebbe straripare. Per questo motivo spesso sono realizzati in materiali assorbenti. Nei locali pubblici e nei bar possono essere utilizzati anche come mezzo di promozione per le aziende di produzione delle bevande o del locale stesso.

## Storia
Nel 1880, i primi sottobicchieri di cartone sono stati prodotti dalla società di stampa tedesca, Friedrich Horn. Nel 1892, Robert Sputh di Dresden realizzò il primo sottobicchiere in pasta di legno. La Watney brewery li utilizzò nel Regno Unito nel 1920 per pubblicizzare la loro birra pale ale. L'azienda di imballaggio Quarmby Promotions, fondata nel 1872, iniziò la produzione di sottobicchieri a Milnsbridge nel 1931. Dopo essere stata rilevata dal gruppo Katz, la produzione fu spostata a Brighouse e nel 2006 a Morley, West Yorkshire, prima di interromperne la produzione nel 2009.
In Europa, i piattini sono utilizzati con la stessa funzione dei sottobicchieri, soprattutto abbinati con tazze da tè o caffè.

## Produzione
I sottobicchieri sono realizzati principalmente in cartone ad alta grammatura, ma possono essere realizzati anche in vari strati di carta velina.
Il gruppo Katz, con sede a Weisenbach, Germania, produce circa il 75% dei circa 5.5 miliardi di sottobicchieri nel mondo, inclusi circa i due terzi del mercato europeo ed il 97% del mercato statunitense. Oltre alla sede di Weisenbach, l'azienda ha altre due fabbriche negli Stati Uniti, una a Sanborn, New York e l'altra a Johnson City, Tennessee.